# Campeonato Mundial de Ciclismo en Pista de 1959

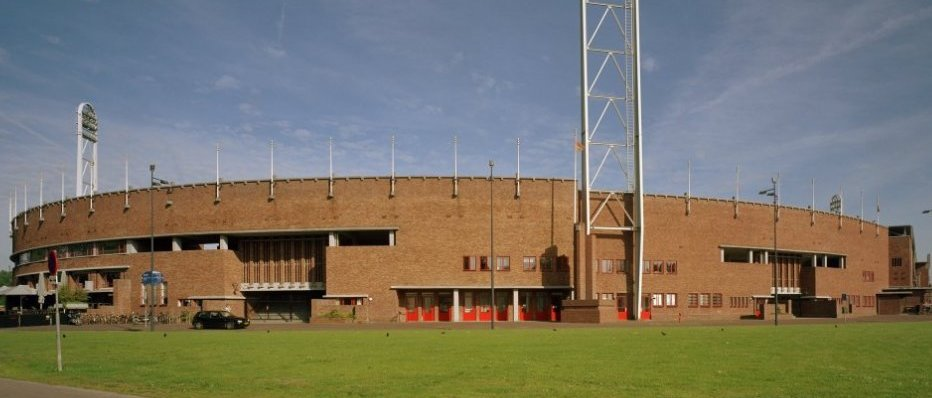
El Estadio Olímpico de Ámsterdam, sede del campeonato

El LVI Campeonato Mundial de Ciclismo en Pista se celebró en Ámsterdam (Países Bajos) entre el 8 y el 13 de agosto de 1959 bajo la organización de la Unión Ciclista Internacional (UCI) y la Federación Neerlandesa de Ciclismo.
Las competiciones se realizaron en el Estadio Olímpico de la capital neerlandesa. En total se disputaron 8 pruebas, 6 masculinas (3 profesionales y 3 amateur) y 2 femeninas.

## Medallistas

### Masculino profesional
| Evento                 | Oro                      | Plata                   | Bronce                      |
| ---------------------- | ------------------------ | ----------------------- | --------------------------- |
| Velocidad individual   | Antonio Maspes · Italia  | Michel Rousseau Francia | Jan Derksen · Países Bajos  |
| Persecución individual | Roger Rivière Francia    | Albert Bouvet Francia   | Jean Brankart · Bélgica     |
| Medio fondo            | Guillermo Timoner España | Walter Bucher · Suiza   | Norbert Koch · Países Bajos |

### Masculinoamateur
| Evento                 | Oro                                 | Plata                     | Bronce                |
| ---------------------- | ----------------------------------- | ------------------------- | --------------------- |
| Velocidad individual   | Valentino Gasparella · Italia       | Sante Gaiardoni · Italia  | André Gruchet Francia |
| Persecución individual | Rudi Altig RFA                      | Mario Vallotto · Italia   | Willy Trepp · Suiza   |
| Medio fondo            | Arie van Houwelingen · Países Bajos | Bernard Deconinck Francia | Lothar Meister RDA    |

### Femenino
| Evento                 | Oro                      | Plata                   | Bronce                |
| ---------------------- | ------------------------ | ----------------------- | --------------------- |
| Velocidad individual   | Galina Yermolayeva URSS  | Valentina Maximova URSS | Jean Dunn Reino Unido |
| Persecución individual | Beryl Burton Reino Unido | Elsy Jacobs Luxemburgo  | Liubov Kochetova URSS |

## Medallero
| Núm. | País         | Oro | Plata | Bronce | Total |
| ---- | ------------ | --- | ----- | ------ | ----- |
| 1    | Italia       | 2   | 2     | 0      | 4     |
| 2    | Francia      | 1   | 3     | 1      | 5     |
| 3    | URSS         | 1   | 1     | 1      | 3     |
| 4    | Países Bajos | 1   | 0     | 2      | 3     |
| 5    | Reino Unido  | 1   | 0     | 1      | 2     |
| 6    | España       | 1   | 0     | 0      | 1     |
| 6    | RFA          | 1   | 0     | 0      | 1     |
| 8    | Suiza        | 0   | 1     | 1      | 2     |
| 9    | Luxemburgo   | 0   | 1     | 0      | 1     |
| 10   | Bélgica      | 0   | 0     | 1      | 1     |
| 10   | RDA          | 0   | 0     | 1      | 1     |
|      | TOTAL        | 8   | 8     | 8      | 24    |